# 코가플렉스
코가플렉스는 2020년에 설립된(대표 서일홍) 대한민국 로봇기업이다. 코가플렉스는 로봇과 자동화 분야에서 사람에게 가치있는 로봇과 자동화 시스템을 개발 공급하여 성장하고 있는 회사이다. 주요 제품으로는 실내 자율주행 이동로봇이다.   회사명 '코가'이란 '즐거운'을 의미하는 순 한글로 고객, 주주, 협력사 및 임직원 모두를 즐겁게하는 기술을 지향하는 회사라는 의미이다.사람에게 가치를 바탕으로 창조적이고 지능적인 로봇과 자동화 솔루션을 제공하는 것을 회사의 미션으로 삼고 있다.

## 특허기술
특허권 - 틀어짐을 보정하는 8축 이송로봇(2015)
특허권 - 이송로봇(4핸드 진공 이송 로봇)(2015)
특허권 - 핸드부의 기어 비를 이용한 이송 진공로봇(2014)
특허권 - 이송 진공 로봇(2014)